# 徳島教育航空群
徳島教育航空群（とくしまきょういくこうくうぐん、英称：Air Training Group Tokushima）とは、海上自衛隊の教育航空集団に属する教育航空群のひとつであり、主に計器飛行による操縦技術を操縦学生に修得させるための教育訓練を行っている。また、徳島空港の航空管制（飛行場管制）などの運用実務も担当している。部隊は徳島航空基地（徳島県板野郡松茂町）に所在しており、群司令は1等海佐（一）をもって充てられている。

## 概要
現在の体制になるまでに所属する上部組織が2回変わっており、その度に部隊名称と任務も変わっている。現在は小月教育航空群第201教育航空隊で固定翼基礎課程後期を修業し、固定翼操縦士要員となった飛行幹部候補生に対して、計器飛行課程の教育訓練を行っている。
計器飛行課程は約6ヶ月である。この課程を終えると、固定翼の場合は国家試験（固定翼事業用操縦士）を受験し、合格後に下総教育航空群の実用機課程に進む。かつては回転翼操縦士の計器飛行課程（約3.5ヶ月）も行っていたが、計器飛行に対応したTH-135の導入により訓練課程は廃止された。
第202教育航空隊では国土地理院から地図を作成するための航空測量の業務委託を受け、2009年度末まで国土地理院所属の専用機「くにかぜII」（海上自衛隊名UC-90）にて実施していた。これは専用機と同じタイプの航空機を多数運用しているという実績があり、整備面や操縦士の確保に事欠かない為であった。また、陸上自衛隊地理情報隊からも航空測量を委託されている。

## 沿革
- 1958年（昭和33年）
  - 3月16日：徳島航空基地に「徳島航空隊」が新編、呉地方隊隷下に編入。
  - 4月1日：鹿屋航空隊第6飛行隊を編入し、第21飛行隊（S2F-1×16機）に改編。
  - 9月1日：第11飛行隊（S2F-1×18機）、第12飛行隊（S2F-1×12機）を新編。第21飛行隊が廃止。
  - 12月16日：徳島航空基地隊を新編。
- 1960年（昭和35年）1月16日：第14飛行隊（S2F-1×10機）を新編。
- 1961年（昭和36年）
  - 2月1日：徳島航空隊救難飛行隊を新編。
  - 9月1日：航空集団の新編により、徳島航空隊が「第3航空群」に改編され、航空集団隷下に編入。

※ 第11・第12飛行隊は第11・第12航空隊に改編、第14飛行隊は第204教育航空隊に改編され教育航空集団隷下に編成替え。
※ 改編時の編成（司令部・第11航空隊・第12航空隊（各S2F-1×15機）・第3支援整備隊・徳島航空基地隊）。
- 1972年（昭和47年）3月30日：第12航空隊が廃止。
- 1973年（昭和48年）3月1日：航空部隊の改編。

1. 第3航空群及び宇都宮教育航空群が廃止。
2. 宇都宮教育航空群隷下の「第202教育航空隊」及び「第202支援整備隊」が宇都宮航空基地から徳島航空基地に移駐し、「徳島教育航空群」が新編。
3. 第11航空隊は第1航空群隷下に編成替えとなり鹿屋航空基地に移駐。

※ 新編時の編成（司令部・第202教育航空隊・第202支援整備隊・徳島航空基地隊）。
- 1998年（平成10年）12月8日：補給整備部門の組織改編により第202支援整備隊が「第202整備補給隊」に改編。
- 2008年（平成20年）3月26日：体制移行による部隊改編により、徳島救難飛行隊が第22航空群隷下に編入され「第72航空隊徳島航空分遣隊」に改編。
- 2018年（平成30年）
  - 3月23日：航空部隊の改編により、徳島航空基地隊の警衛隊、運航隊地上救難班、管理隊車両班が統合され「徳島航空警備隊」に改編。
  - 6月18日：大阪府北部地震の発生を受け、8時48分にTC-90 1機を離陸させた[4]。

## 部隊編成

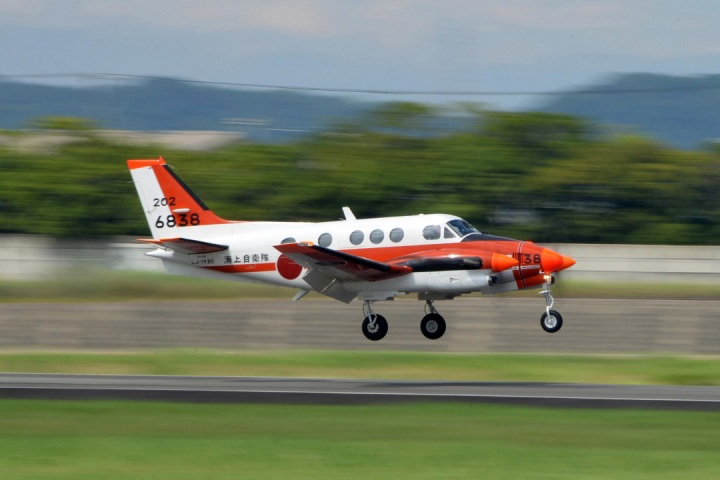
TC-90

- 徳島教育航空群司令部（徳島航空基地）
  - 第202教育航空隊：TC-90
    - 隊本部
    - 第202教育飛行隊
    - 第202列線整備隊
    - 第202学生隊

  - 第202整備補給隊
    - 隊本部
    - 第202電子整備隊
    - 第202補給隊

  - 徳島航空基地隊
    - 隊本部
    - 徳島管理隊
    - 徳島航空警備隊
    - 徳島運航隊
    - 徳島経理隊
    - 徳島厚生隊
    - 徳島航空衛生隊

## 設置されている課程
- 計器飛行（固定翼）課程
- 計器飛行（回転翼）課程

## 主要幹部
| 官職名              | 階級    | 氏名       | 補職発令日     | 前職                                                        |
| ------------------- | ------- | ---------- | -------------- | ----------------------------------------------------------- |
| 徳島教育航空群司令  | 1等海佐 | 稲崎精一郎 | 2023年08月01日 | 自衛隊鹿児島地方協力本部長                                  |
| 首席幕僚            | 1等海佐 | 髙橋俊隆   | 2025年08月01日 | 海上自衛隊幹部学校運用教育研究部 図演装置運用課計画指導班長 |
| 第202教育航空隊司令 | 2等海佐 | 猪股健司   | 2025年06月01日 | 硫黄島航空基地隊副長                                        |
| 第202整備補給隊司令 | 1等海佐 | 中尾親史   | 2025年08月01日 | 防衛装備庁長官官房装備開発官付 電子作戦機開発室長           |
| 徳島航空基地隊司令  | 1等海佐 | 山﨑浩人   | 2023年08月21日 | 第211教育航空隊司令                                         |

| 代                                                    | 氏名                                    | 在職期間                                | 出身校・期                              | 前職                                                     | 後職                                                                  | 備考                                    |
| 徳島航空隊司令（呉地方隊隷下・1等海佐）               | 徳島航空隊司令（呉地方隊隷下・1等海佐） | 徳島航空隊司令（呉地方隊隷下・1等海佐） | 徳島航空隊司令（呉地方隊隷下・1等海佐） | 徳島航空隊司令（呉地方隊隷下・1等海佐）                  | 徳島航空隊司令（呉地方隊隷下・1等海佐）                               | 徳島航空隊司令（呉地方隊隷下・1等海佐） |
| ----------------------------------------------------- | --------------------------------------- | --------------------------------------- | --------------------------------------- | -------------------------------------------------------- | --------------------------------------------------------------------- | --------------------------------------- |
| 01                                                    | 武田新太郎                              | 1958年3月16日 1959年7月13日             | 神高船（航） 昭和8年卒                  | 徳島航空隊設立準備室長                                   | 大阪基地隊付 →1960年7月14日 鹿屋航空隊付 →1960年8月1日 鹿屋航空隊司令 |                                         |
| 02                                                    | 相生高秀                                | 1959年7月14日 1961年8月31日             | 海兵59期                                | 海上幕僚監部防衛部付                                     | 第2航空群司令                                                         | 1961年7月1日 海将補昇任                 |
| 第3航空群司令（航空集団隷下・特記ない限り海将補）     |                                         |                                         |                                         |                                                          |                                                                       |                                         |
| 01                                                    | 武田春雄                                | 1961年9月1日 1962年6月30日              | 海兵60期                                | 岩国教育航空隊司令                                       | 第2航空群司令                                                         | 1等海佐                                 |
| 02                                                    | 古川 明                                 | 1962年7月1日 1964年7月15日              | 海兵60期                                | 防衛研修所所員                                           | 航空集団司令部付 →1964年11月1日 退職（海将補昇任）                    | 1等海佐                                 |
| 03                                                    | 高橋定                                  | 1964年7月16日 1965年12月15日            | 海兵61期                                | 海上幕僚監部防衛部副部長                                 | 教育航空集団司令                                                      |                                         |
| 04                                                    | 峰松秀男                                | 1965年12月16日 1967年1月15日            | 海兵64期                                | 大村航空隊司令                                           | 第2航空群司令                                                         | 就任時1等海佐 1966年7月1日 海将補昇任   |
| 05                                                    | 鮫島博一                                | 1967年1月16日 1968年6月30日             | 海兵66期                                | 海上幕僚監部防衛部防衛課長                               | 自衛艦隊司令部幕僚長                                                  |                                         |
| 06                                                    | 山内順之助                              | 1968年7月1日 1970年6月30日              | 海兵64期                                | 統合幕僚学校副校長                                       | 海上幕僚監部付 →1971年1月1日 退職（海将昇任）                         |                                         |
| 07                                                    | 宮武 豊                                 | 1970年7月1日 1971年6月30日              | 海兵65期                                | 第2航空群司令                                            | 退職                                                                  |                                         |
| 08                                                    | 矢板康二                                | 1971年7月1日 1973年1月31日              | 海兵69期                                | 鹿屋教育航空群司令                                       | 自衛艦隊司令部付 →1973年2月16日 同司令部幕僚長                        |                                         |
| 09                                                    | 国分道明                                | 1973年2月1日 1973年2月28日              | 海兵71期                                | 教育航空集団司令部幕僚長 →1972年10月2日 航空集団司令部付 | 徳島教育航空群司令                                                    |                                         |
| 徳島教育航空群司令（教育航空集団隷下・1等海佐（一）） |                                         |                                         |                                         |                                                          |                                                                       |                                         |
| 01                                                    | 国分道明                                | 1973年3月1日 1974年3月15日              | 海兵71期                                | 第3航空群司令                                            | 海上自衛隊幹部学校研究部長                                            |                                         |
| 02                                                    | 津曲正海                                | 1974年3月16日 1975年3月31日             | 海兵71期                                | 大村航空隊司令                                           | 第1航空群司令部付 →1975年8月1日 退職（海将補昇任）                    |                                         |
| 03                                                    | 柴田英夫                                | 1975年4月1日 1976年8月1日               | 海兵72期                                | 下総航空基地隊司令                                       | 第4航空群司令部付 →1976年12月31日 退職（海将補昇任）                  |                                         |
| 04                                                    | 小野 繁                                 | 1976年8月2日 1978年3月15日              | 海兵75期                                | 海上幕僚監部防衛部 防衛課編成班長                        | 航空集団司令部幕僚長                                                  |                                         |
| 05                                                    | 木内敏二                                | 1978年3月16日 1979年5月15日             | 日本大・ 2期幹候                        | 第51航空隊司令                                           | 航空集団司令部幕僚長                                                  |                                         |
| 06                                                    | 朝倉 豊                                 | 1979年5月16日 1980年2月14日             | 海兵77期・ 3期幹候                      | 大湊航空隊司令                                           | 第31航空群司令                                                        |                                         |
| 07                                                    | 東山収一郎                              | 1980年2月15日 1980年12月4日             | 東京水産大・ 4期幹候                    | 海上幕僚監部防衛部防衛課長                               | 海上幕僚監部防衛部副部長                                              |                                         |
| 08                                                    | 富田成昭                                | 1980年12月5日 1981年6月30日             | 鹿児島大・ 6期幹候                      | 大村航空隊司令                                           | 航空集団司令部幕僚長                                                  |                                         |
| 09                                                    | 大迫侃市                                | 1981年7月1日 1983年11月23日             | 広島大・ 4期幹候                        | 防衛研修所所員                                           | 自衛隊大阪地方連絡部副部長                                            |                                         |
| 10                                                    | 佐藤 正                                 | 1983年11月24日 1984年12月2日            | 防大1期                                 | 大村航空隊司令                                           | 海上自衛隊幹部学校教育部長                                            |                                         |
| 11                                                    | 一ノ瀬朝三郎                            | 1984年12月3日 1986年3月16日             | 防大2期                                 | 自衛隊青森地方連絡部長 →1984年8月1日 航空集団司令部付    | 防衛大学校教授                                                        |                                         |
| 12                                                    | 小賀正篠                                | 1986年3月17日 1987年7月31日             | 防大1期                                 | 海上幕僚監部防衛部                                       | 下総教育航空群司令                                                    |                                         |
| 13                                                    | 馬場駿快                                | 1987年8月1日 1988年7月31日              | 防大1期                                 | 第51航空隊司令                                           | 退職（海将補昇任）                                                    |                                         |
| 14                                                    | 大草隆雄                                | 1988年8月1日 1990年7月8日               | 防大2期                                 | 教育航空集団司令部幕僚長                                 | 退職（海将補昇任）                                                    |                                         |
| 15                                                    | 條 晴郎                                 | 1990年7月9日 1991年12月18日             | 防大5期                                 | 大村航空基地隊司令                                       | 東京業務隊付 →1992年2月16日 定年退官                                  |                                         |
| 16                                                    | 曾我部修一                              | 1991年12月19日 1993年3月31日            | 防大5期                                 | 岩国航空基地隊司令                                       | 退職                                                                  |                                         |
| 17                                                    | 眞實井亮忠                              | 1993年4月1日 1994年7月31日              | 防大6期                                 | 那覇航空基地隊司令                                       | 退職（海将補昇任）                                                    |                                         |
| 18                                                    | 松野正彦                                | 1994年8月1日 1996年8月19日              | 防大8期                                 | 大村航空基地隊司令                                       | 海上自衛隊幹部学校研究部員                                            |                                         |
| 19                                                    | 大瀬謙作                                | 1996年8月20日 1998年6月30日             | 防大9期                                 | 海上自衛隊幹部学校主任教官                               | 退職（海将補昇任）                                                    |                                         |
| 20                                                    | 小西矩吉                                | 1998年7月1日 1999年6月30日              | 防大11期                                | 那覇航空基地隊司令                                       | 退職（海将補昇任）                                                    |                                         |
| 21                                                    | 平尾祐助                                | 1999年7月1日 2001年1月10日              | 防大13期                                | 防衛研究所教育部長                                       | 第5航空群司令                                                         |                                         |
| 22                                                    | 池永一彦                                | 2001年1月11日 2002年7月31日             | 防大13期                                | 第51航空隊司令                                           | 退職（海将補昇任）                                                    |                                         |
| 23                                                    | 平田昭文                                | 2002年8月1日 2004年3月31日              | 防大15期                                | 教育航空集団司令部幕僚長                                 | 退職（海将補昇任）                                                    |                                         |
| 24                                                    | 有働賢三                                | 2004年4月1日 2005年7月31日              | 防大17期                                | 岩国航空基地隊司令                                       | 退職（海将補昇任）                                                    |                                         |
| 25                                                    | 村上浩一                                | 2005年8月1日 2006年12月19日             | 航学22期                                | 厚木航空基地隊司令                                       | 退職（海将補昇任）                                                    |                                         |
| 26                                                    | 角田伸吾                                | 2006年12月20日 2008年3月31日            | 防大19期                                | 海上幕僚監部首席法務官                                   | 退職（海将補昇任）                                                    |                                         |
| 27                                                    | 山本克彦                                | 2008年4月1日 2009年11月30日             | 防大20期                                | 統合幕僚学校総務課企画室長                               | 退職（海将補昇任）                                                    |                                         |
| 28                                                    | 力丸義史                                | 2009年12月1日 2011年1月19日             | 防大21期                                | 大湊地方総監部管理部長                                   | 退職（海将補昇任）                                                    |                                         |
| 29                                                    | 益田徹也                                | 2011年1月20日 2012年4月1日              | 防大27期                                | 海上幕僚監部防衛部防衛課                                 | 情報本部統合情報部長                                                  |                                         |
| 30                                                    | 森川一朗                                | 2012年4月2日 2013年7月31日              | 防大24期                                | 自衛隊長崎地方協力本部長                                 | 退職（海将補昇任）                                                    |                                         |
| 31                                                    | 久保内修一                              | 2013年8月1日 2015年4月9日               | 防大26期                                | 海上幕僚監部人事教育部厚生課長                           | 退職（海将補昇任）                                                    |                                         |
| 32                                                    | 中園博文                                | 2015年4月10日 2016年7月31日             | 防大28期                                | 舞鶴地方総監部管理部長                                   | 退職（海将補昇任）                                                    |                                         |
| 33                                                    | 森 浩                                   | 2016年8月1日 2017年7月31日              | 防大29期                                | 航空集団司令部訓練主任幕僚                               | 情報業務群司令                                                        |                                         |
| 34                                                    | 福島 博                                 | 2017年8月1日 2018年7月31日              | 防大31期                                | 統合幕僚学校企画室長                                     | 下総教育航空群司令                                                    |                                         |
| 35                                                    | 今泉一郎                                | 2018年8月1日 2019年10月24日             | 防大31期                                | 第4航空群司令部首席幕僚                                  | 退職（海将補昇任）                                                    |                                         |
| 36                                                    | 山内康司                                | 2019年10月25日 2020年12月21日           | 防大32期                                | 自衛艦隊司令部運用総括幕僚 兼 護衛艦隊司令部             | 第51航空隊司令                                                        |                                         |
| 37                                                    | 町島敏幸                                | 2020年12月22日 2023年7月31日            | 防大33期                                | 第31航空群司令部首席幕僚                                 | 退職（海将補昇任）                                                    |                                         |
| 38                                                    | 稲崎精一郎                              | 2023年8月1日                            | 防大36期                                | 自衛隊鹿児島地方協力本部長                               |                                                                       |                                         |